# (38671) Verdaguer
(38671) Verdaguer ist ein Asteroid des Hauptgürtels, der am 7. August 2000 vom katalanischen Amateurastronomen Jaume Nomen am Observatorium Ametlla de Mar (IAU-Code 946) in der katalanischen Provinz Tarragona entdeckt wurde. Eine erste Sichtung des Asteroiden hatte es im Oktober 1977 am La-Silla-Observatorium der Europäischen Südsternwarte in Chile unter der vorläufigen Bezeichnung 1977 TV gegeben.
Der Asteroid gehört zur Nysa-Gruppe, einer nach (44) Nysa benannten Gruppe von Asteroiden, die auch als Hertha-Familie bekannt ist (nach (135) Hertha).
(38671) Verdaguer wurde am 20. November 2002 nach dem katalanischen Dichter Jacint Verdaguer (1845–1902) benannt, der als der bedeutendste Protagonist der Bewegung zur Wiederbelebung der katalanischen Sprache und Kultur im 19. Jahrhundert, der Renaixença, gilt.